# Autostrada A2 (Italien 1962–1988)
Autostrada A2 war bis 1988 die Bezeichnung einer italienischen Autobahn, die als Teil der Autostrada del Sole von der Hauptstadt Rom (Latium) nach Neapel (Kampanien) führt. Heute entspricht sie dem südlichen Abschnitt der A1.
Die A2 wurde innerhalb des Zeitraumes von 1956 bis 1964 nach und nach für den Verkehr freigegeben. Mit der Bretella Est wurde 1988 eine direkte Verbindung zwischen der A1 (damals: Mailand–Rom) und eben der A2 hergestellt, nachdem die beiden Autobahnen zuvor nur über die Ringautobahn um Rom miteinander verbunden waren.
Dadurch, dass nun die Autobahn von Mailand bis nach Neapel durchgehend ohne Unterbrechung befahren werden konnte, wurde eine Unterscheidung zwischen der A1 und der A2 überflüssig. Infolgedessen wurde der Abschnitt Rom–Neapel, der bis dahin als A2 geführt wurde, Teil der A1. 2016 wurde die Nummer A2 an die Autobahn Salerno – Reggio Calabria vergeben, welche ursprünglich einen Teil der A3 darstellte.